# Meyssiez
Meyssiez is een gemeente in het Franse departement Isère (regio Auvergne-Rhône-Alpes) en telt 605 inwoners (2009). De plaats maakt deel uit van het arrondissement Vienne.

## Geografie
De oppervlakte van Meyssiez bedraagt 13,8 km², de bevolkingsdichtheid is 43,8 inwoners per km².
De onderstaande kaart toont de ligging van Meyssiez met de belangrijkste infrastructuur en aangrenzende gemeenten.

## Demografie
Onderstaande figuur toont het verloop van het inwonertal (bron: INSEE-tellingen).